# Apanthuroides mediterranea
Apanthuroides mediterranea är en kräftdjursart som först beskrevs av Negoescu 1981.  Apanthuroides mediterranea ingår i släktet Apanthuroides och familjen Anthuridae. Inga underarter finns listade i Catalogue of Life.